# Steinkreis Harestanes

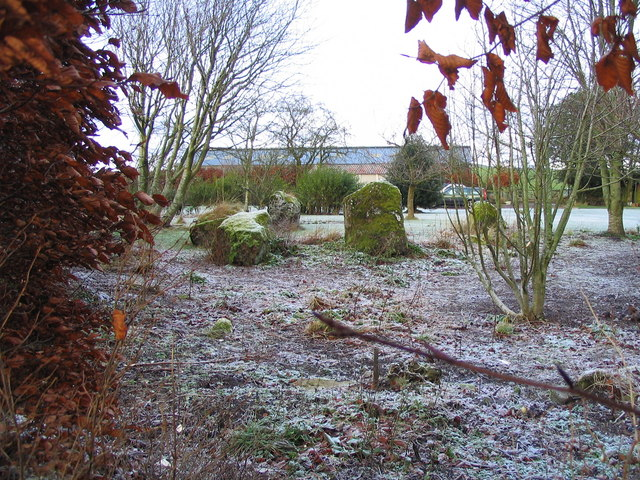
Steinkreis Harestanes

Der Steinkreis Harestanes am Hof Kirkurd (auch Old Harestanes genannt) liegt südwestlich von Blyth Bridge, in Peeblesshire (schottisch-gälisch Siorrachd nam Pùballan) im äußersten Nordwesten der Scottish Borders in Schottland.
Der Steinkreis (einer von 16 Kreisen in den Borders) besteht aus vier Menhiren aus Konglomerat, die in der Höhe von 0,6 bis 1,2 m variieren. Sie sind auf dem Umfang eines Kreises von etwa 3,0 m Durchmesser angeordnet. Ein fünfter Stein liegt abgebrochen am Boden. Ein sechster Stein, 1,5 m östlich davon, ist wohl in der letzten Zeit abgebrochen und verlagert worden. 
In Peeblesshire gibt es keinen vergleichbaren Kreis, aber in der Nähe von Penmaenmawr in Caernarvonshire in Wales gibt es mit dem „Circle 275“ einen auffallend ähnlichen Steinkreis, der in die mittlere Bronzezeit datiert wird. Der etwas zweifelhafte fünfsteinige Steinkreis von Aboyne liegt in Aberdeenshire. Ansonsten kommen fünfsteinige Kreise als Gattung im Süden Irlands vor.
Es gibt bei Ancrum in den Borders einen Harestanes Circle, der zerstört wurde; und in Aberdeenshire gibt es Reste eines weiteren gleichnamigen Kreises.